# نورمان باكارد
نورمان باكارد (بالإنجليزية: Norman Packard)‏ هو فيزيائي أمريكي، ولد في 1954 في بيلينغز في الولايات المتحدة.